# Guilherme Samaia
Guilherme de Abreu Sampaio Samaia (São Paulo, Brasil; 2 de octubre de 1996) es un expiloto de automovilismo brasileño. Fue campeón de la Fórmula 3 Brasil en 2017 y subcampeón de dicha categoría en 2016. Su última participación fue en el Campeonato de Fórmula 2 de la FIA en 2021.

## Carrera
En 2013, Samaia hizo su debut en carreras de monoplazas en la Fórmula Junior Brasil. Disputó solo un fin de semana de carrera y anotó diez puntos, que lo ubicaron en el puesto 16 en la clasificación.
De 2015 a 2017 participó en la Fórmula 3 Brasil con el equipo Cesário F3. En 2015 se proclamó campeón de la clase Light con seis victorias. En 2016 compitió en el campeonato principal, donde ganó tres carreras y terminó subcampeón en la clasificación final. Al año siguiente dominó el campeonato con trece victorias en dieciséis carreras. También disputó sus primeras carreras en Europa. Compitió en la Fórmula 3 Británica con Double R Racing y subió al podio en Spa-Francorchamps, clasificándose decimotercero en el Campeonato de Pilotos con 195 puntos.
En 2018, Samaia disputó a tiempo completo el Eurofórmula Open para RP Motorsport. Subió al podio en Spa-Francorchamps y terminó entre los 10 primeros en casi todas las carreras, terminando sexto en la clasificación final con 94 puntos.
En 2019 permaneció en el campeonato, pero pasó al equipo Teo Martín Motorsport. Subió al podio en el circuito Paul Ricard, pero abandonó el campeonato después de cuatro fines de semana de carrera. Con 26 puntos finalmente terminó decimosexto en el campeonato.
En 2020, Samaia pasó al Campeonato de Fórmula 2 de la FIA junto a Campos Racing. Tuvo una temporada difícil en la que fue el único piloto a tiempo completo que no anotó puntos. Su mejor resultado fue un decimocuarto puesto en el Autodromo Nazionale di Monza.

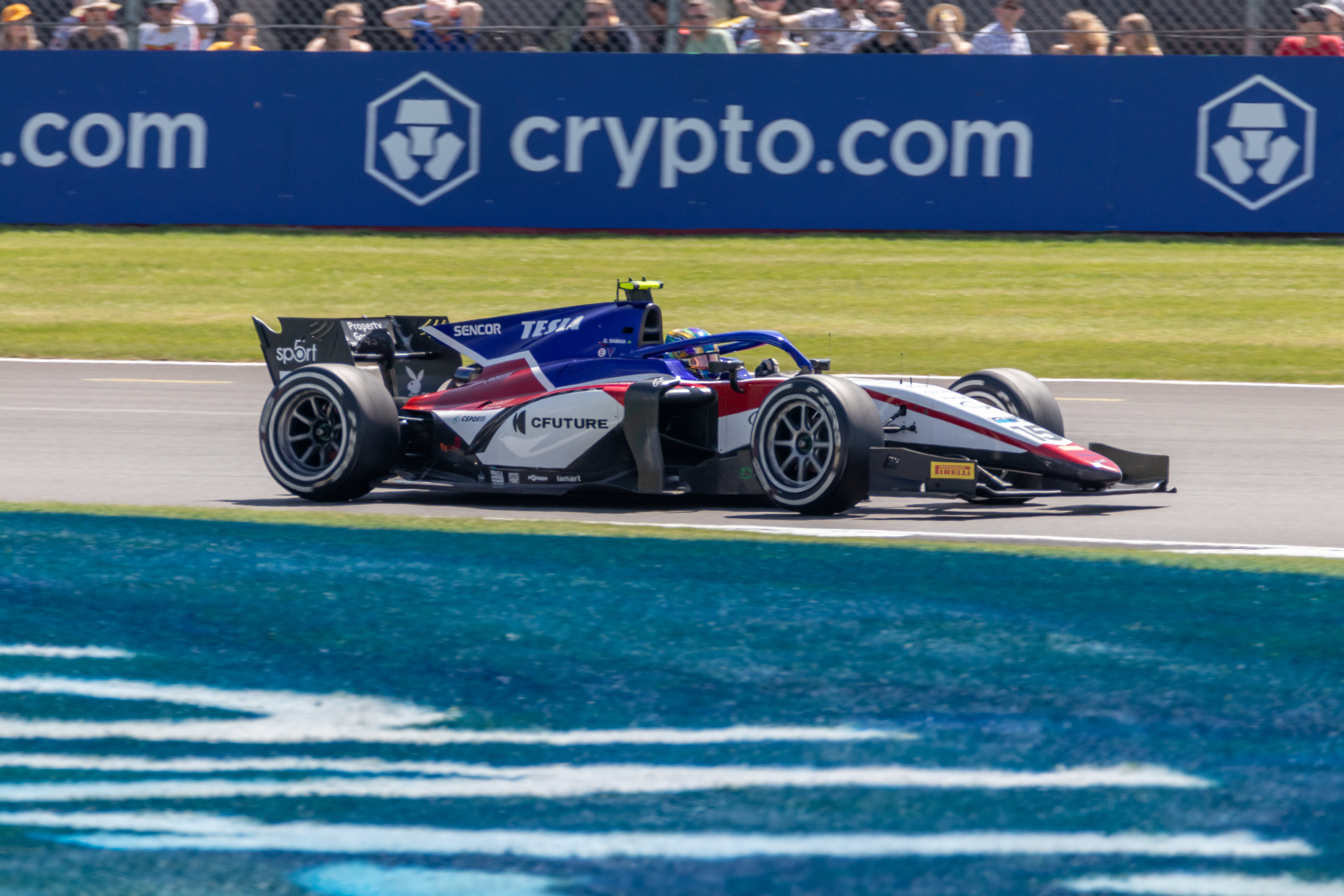
Samaia en la F2 2021.

En 2021, Samaia abandonó Campos para fichar por Charouz Racing System.

## Resumen de carrera
| Temporada | Categoría                            | Equipo                | Carreras | Victorias | Poles | VR | Podios | Puntos | Pos. |
| --------- | ------------------------------------ | --------------------- | -------- | --------- | ----- | -- | ------ | ------ | ---- |
| 2013      | Fórmula Junior Brasil                | Satti Racing Team     | 2        | 0         | 0     | 0  | 0      | 10     | 16.º |
| 2015      | Fórmula 3 Brasil Light               | Cesário F3            | 16       | 6         | 2     | 7  | 13     | 171    | 1.º  |
| 2016      | Fórmula 3 Brasil                     | Cesário F3            | 16       | 3         | 1     | 9  | 10     | 140    | 2.º  |
| 2017      | Fórmula 3 Brasil                     | Cesário F3            | 16       | 13        | 5     | 12 | 14     | 219    | 1.º  |
| 2017      | BRDC Fórmula 3                       | Double R Racing       | 24       | 0         | 0     | 0  | 2      | 195    | 13.º |
| 2017      | Eurofórmula Open                     | Carlin                | 8        | 0         | 0     | 0  | 0      | 7      | 17.º |
| 2017      | Campeonato de España de Fórmula 3    | Carlin                | 4        | 0         | 0     | 0  | 0      | 0      | NC†  |
| 2018      | Eurofórmula Open                     | RP Motorsport         | 16       | 0         | 0     | 0  | 1      | 94     | 6.º  |
| 2018      | Campeonato de España de Fórmula 3    | RP Motorsport         | 6        | 0         | 0     | 0  | 0      | 40     | 5.º  |
| 2019      | Eurofórmula Open                     | Teo Martín Motorsport | 8        | 0         | 0     | 1  | 1      | 26     | 16.º |
| 2019      | Eurofórmula Open - Serie de Invierno | Teo Martín Motorsport | 2        | 0         | 1     | 0  | 0      | 17     | 6.º  |
| 2020      | Campeonato de Fórmula 2 de la FIA    | Campos Racing         | 24       | 0         | 0     | 0  | 0      | 0      | 24.º |
| 2021      | Campeonato de Fórmula 2 de la FIA    | Charouz Racing System | 23       | 0         | 0     | 0  | 0      | 0      | 24.º |
| Fuente:   |                                      |                       |          |           |       |    |        |        |      |

## Resultados

### Campeonato de Fórmula 2 de la FIA
(Clave) (negrita indica pole position) (cursiva indica vuelta rápida puntuable)

| Año  | Escudería     | 1    | 1    | 2    | 2    | 3   | 3   | 4    | 4    | 5    | 5    | 6   | 6   | 7   | 7   | 8   | 8   | 9   | 9   | 10  | 10  | 11   | 11   | 12   | 12   | Pos. | Puntos | Ref.  |
| ---- | ------------- | ---- | ---- | ---- | ---- | --- | --- | ---- | ---- | ---- | ---- | --- | --- | --- | --- | --- | --- | --- | --- | --- | --- | ---- | ---- | ---- | ---- | ---- | ------ | ----- |
| 2020 | Campos Racing | SPI1 | SPI1 | SPI2 | SPI2 | BUD | BUD | SIL1 | SIL1 | SIL2 | SIL2 | BAR | BAR | SPA | SPA | MNZ | MNZ | MUG | MUG | SOC | SOC | SAK1 | SAK1 | SAK2 | SAK2 | 24.º | 0      | [ 3 ] |
| 2020 | Campos Racing | 16   | 15   | 20   | 17   | 15  | 21  | 21   | 25   | 20   | 19   | 16  | 20  | Ret | 15  | 21  | 14  | 18  | 16  | 16  | Ret | 21   | 18†  | 22   | 19   | 24.º | 0      | [ 3 ] |

| Año  | Escudería             | 1   | 1   | 1   | 2   | 2   | 2   | 3   | 3   | 3   | 4   | 4   | 4   | 5   | 5   | 5   | 6   | 6   | 6   | 7   | 7   | 7   | 8   | 8   | 8   | Pos. | Puntos | Ref.  |
| ---- | --------------------- | --- | --- | --- | --- | --- | --- | --- | --- | --- | --- | --- | --- | --- | --- | --- | --- | --- | --- | --- | --- | --- | --- | --- | --- | ---- | ------ | ----- |
| 2021 | Charouz Racing System | SAK | SAK | SAK | MON | MON | MON | BAK | BAK | BAK | SIL | SIL | SIL | MNZ | MNZ | MNZ | SOC | SOC | SOC | YED | YED | YED | YMC | YMC | YMC | 24.º | 0      | [ 6 ] |
| 2021 | Charouz Racing System | 11  | 11  | 16  | 17  | 13  | 15  | 17  | 14  | 18  | Ret | 17  | 20  | Ret | Ret | Ret | 13  | C   | 13  | Ret | Ret | 17  | 16  | 12  | 16  | 24.º | 0      | [ 6 ] |